# Moliterno
Moliterno – miejscowość i gmina we Włoszech, w regionie Basilicata, w prowincji Potenza. Według danych z 31 grudnia 2016 gminę zamieszkiwało 3971 osób.
Urodził tu się dyplomata papieski abp Pietro di Maria.